# مریم فربودی
مریم فربودی اقتصاددان ایرانی و استاد مالی دانشگاه ام‌آی‌تی و برنده جایزه پژوهشی الین بنت (Elaine Bennett Research Prize) در سال ۲۰۲۴.
فربودی فارغ‌التحصیل دانشگاه صنعتی شریف و دانشگاه مریلند در رشته‌های مهندسی کامپیوتر و علوم کامپیوتر است.
او همچنین کارشناسی ارشد و دکتری خود را در رشته اقتصاد به ترتیب در دانشگاه تگزاس در آستین و دانشگاه شیکاگو گذرانده است.
این اقتصاددان ایرانی سابقه تدریس در دانشگاه‌های پرینستون و ام‌آی‌تی را دارد.